# Javier Navarrete
Javier Navarrete (Teruel, 1956) is een Spaans componist van voornamelijk filmmuziek.
Navarrete werd geboren in Teruel en verhuisde op zijn 19-jarige leeftijd naar Barcelona. Hij werd internationaal bekend als filmcomponist met werken van filmregisseur Guillermo del Toro, waaronder El espinazo del diablo (Engelse titel: The Devil's Backbone) uit 2001 en El laberinto del fauno (Engelse titel: Pan's Labyrinth) uit 2006. Met de laatst genoemde film ontving hij in 2007 een Academy Award-nominatie voor zijn filmmuziek. In 2008 componeerde hij ook succesvolle films als Mirrors en Inkheart. In 2012 componeerde Navarrete de film Wrath of the Titans. Ook won hij dat jaar een Emmy Award met de televisiefilm Hemingway & Gellhorn. In 2012 verhuisde hij ook naar Los Angeles.

## Filmografie
- 1986: Tras elcristal
- 1989: La Banyera
- 1989: Una ombra en el jardi
- 1991: Manila
- 1995: Atolladro
- 1996: Susanna
- 1996: Andrea
- 1997: 99.9
- 1998: Em dic Sara
- 2000: El mar
- 2001: El espinazo del diablo (The Devil's Backbone)
- 2001: Stranded
- 2002: El alquimista impaciente
- 2002: Volverás
- 2002: Trece campanadas
- 2003: Dot the I
- 2003: Platillos volantes
- 2004: Yo puta
- 2006: El laberinto del fauno (Pan's Labyrinth)
- 2006: La máquina de bailar (Dance Machine)
- 2007: Sa majesté Minor (His Majesty Minor)
- 2008: Fireflies in the Garden
- 2008: Mirrors
- 2008: Inkheart
- 2009: The Hole
- 2009: Cracks
- 2009: The New Daughter
- 2010: The Warrior's way
- 2011: La última muerte (The Last Death)
- 2012: Wrath of the Titans
- 2012: Byzantium
- 2015: Zhong Kui fu mo: Xue yao mo ling (Zhong Kui: Snow Girl and the Dark Crystal)

## Overige producties

### Televisiefilms
- 1996: Un amor clar-obscur
- 2001: Valèria
- 2001: Carles, príncep de Viana
- 2003: Sara
- 2006: Latidos
- 2007: Rumors
- 2012: Hemingway & Gellhorn

### Documentaires
- 1997: Atapuerca: El misterio de la evolución humana

## Prijzen en nominaties

### Academy Awards
| Jaar | Titel                  | Categorie        | Uitslag     |
| ---- | ---------------------- | ---------------- | ----------- |
| 2007 | El laberinto del fauno | Beste filmmuziek | Genomineerd |

### Emmy Awards
| Jaar | Titel                | Categorie                                                                           | Uitslag  |
| ---- | -------------------- | ----------------------------------------------------------------------------------- | -------- |
| 2012 | Hemingway & Gellhorn | Beste compositie voor een miniserie, film of special (originele dramatische muziek) | Gewonnen |

### Grammy Awards
| Jaar | Titel                  | Categorie                                                                    | Uitslag     |
| ---- | ---------------------- | ---------------------------------------------------------------------------- | ----------- |
| 2008 | El laberinto del fauno | Beste partituur soundtrackalbum voor film, televisie of andere visuele media | Genomineerd |